# Benjamin Renia
Benjamin Renia, född 7 mars 1990, är en fransk kanotist som tävlar i kanotslalom.

## Karriär
Vid EM 2025 i Vaires-sur-Marne tog Renia silver i kajakcross, brons i individuell kajakcross samt silver i lagtävlingen i K1 tillsammans med Titouan Castryck och Anatole Delassus.